# Planorbulinidae
Cibicididae es una familia de foraminíferos bentónicos de la superfamilia Planorbulinoidea, del suborden Rotaliina y del orden Rotaliida. Su rango cronoestratigráfico abarca desde el Paleoceno hasta la Actualidad.

## Clasificación
Cibicididae incluye a las siguientes subfamilias y géneros:
- Subfamilia Caribeanellinae
  - Caribeanella
- Subfamilia Planorbulininae
  - Neoplanorbulinella †
  - Planolinderina †
  - Planorbulina
  - Planorbulinella
  - Planorbulinopsis
  - Tayamaia †

Otros géneros considerados en Planorbulinidae e incluidos previamente en otras familias son:
- Cibicidella de la subfamilia Planorbulininae, antes en la familia Cibicididae
- Planogypsina de la subfamilia Planorbulininae, antes en la familia Acervulinidae de la superfamilia Acervulinoidea

Otros géneros considerados en Planorbulinidae son:
- Oinomikadoina de la subfamilia Caribeanellinae, aceptado como Caribeanella
- Pseudocibicidoides de la subfamilia Caribeanellinae, aceptado como Caribeanella
- Ptygostomum de la subfamilia Planorbulininae, de estatus incierto, considerado sinónimo posterior de Planorbulina
- Spirobotrys de la subfamilia Planorbulininae, aceptado como Planorbulina